# Bastille

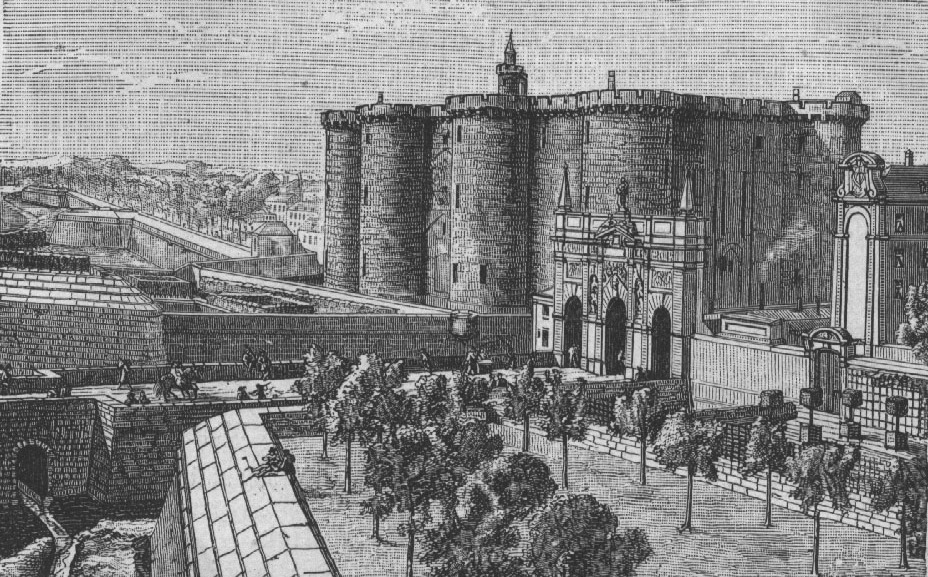
Hình ảnh Bastille trong một cuốn sách xuất bản năm 1896

Bastille, hay chính xác hơn là Bastille Saint-Antoine là một pháo đài rồi trở thành một nhà tù của Paris. Công trình được biết tới qua sự kiện Chiếm ngục Bastille trong thời kỳ Cách mạng Pháp. Vị trí của Bastille ngày nay là quảng trường cùng tên, nằm trong nội ô thành phố, không xa trung tâm Paris.

## Pháo đài
Nằm ngoài cửa ô Saint-Antoine, phía Đông của Paris khi đó, Bastille ban đầu là một pháo đài và kho vũ khí. Nó được Hugues Aubriot xây dựng từ năm 1370 tới 1383, dưới thời vua Charles V, với kiến trúc gồm bốn tháp phổ biến vào thời kỳ này. Các tháp còn lại được xây thêm vào khoảng thời gian về sau. Pháo đài Bastille dài 33 mét, rộng 34 mét và các tháp cao 24 mét, được bao quanh bằng hào nước rộng 25 mét, sâu 8 mét lấy nước từ sông Seine. Tám ngọn tháp của pháo đài mang tên Coin, Chapelle, Trésor, Comté, Bertaudière, Basinière, Puits và Liberté. Vọng lâu Vincennes cũng được xây dựng cùng thời kỳ.
Vai trò quân sự của Bastille tỏ ra rất mờ nhạt – « cứ bị vây là đầu hàng » – và một bức thành mới được xây dựng. Pháo đài được sử dụng như một kho bạc và là nơi đón tiếp của François I. Trong thời chiến tranh Tôn giáo, vụ binh biến năm 1588, pháo đài Bastille đầu hàng ngày 15 tháng 5.
Năm 1602, Công tước Sully mang tới đây ngân khố của hoàng gia, trữ trong tháp Trésor. Vì vậy nó còn mang tên « buffet du roi », tức tủ của vua.

## Nhà tù

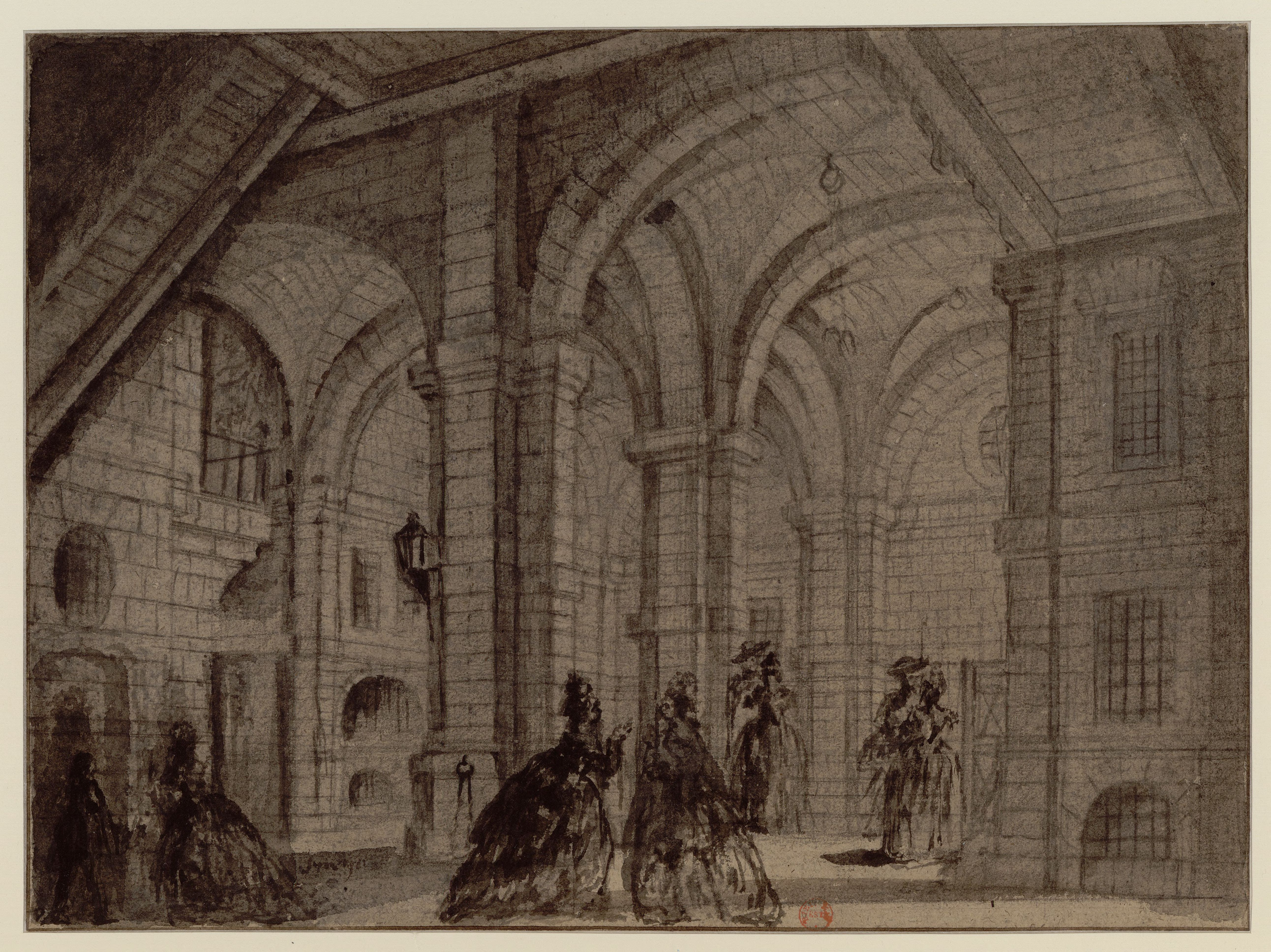
Bên trong Bastille, 1785

Bastille đã từng đôi khi được sử dụng như một nhà ngục dưới thời Louis XI. Nhưng phải tới thế kỷ 17, hồng y Richelieu mới cải tạo nó thành nhà tù. Một phần Bastille là nhà tù dành cho giới giàu có và quý tộc: tiện nghi, phòng giam lớn, đồ ăn ngon và có cả người phục vụ. Hầu tước Sade từng bị giam giữ ở Bastille năm năm rưỡi. Số tù nhân ở đây không bao giờ vượt quá 45. Phần còn lại của Bastille là nhà tù bình thường, gồm cả nhà ngục, hầm giam kín, dành cho những người tù khác. Trong số tù nhân đó có Jean Henri, một quý tộc bình thường nhưng nổi tiếng vì các cuộc vượt ngục.
Nhưng không như tất cả các nhà tù khác, Bastille được xem là biểu tượng của quyền lực hoàng gia chuyên chế Pháp thời bấy giờ.

## Chiếm ngục Bastille
Thời kỳ Cách mạng Pháp, ngày 11 tháng 7 năm 1789, vua Louis XVI, dưới ảnh hưởng của các quý tộc bảo thủ trong Hội đồng Cơ mật, cùng Maria Antonia của Áo và em trai, Quận công Artois, đã trục xuất vị bộ trưởng cải cách Jacques Necker và tái cơ cấu lại tất cả các bộ. Đa phần dân Paris coi đó là sự khởi đầu của cuộc đảo chính của hoàng gia, nên đã nổi loạn. Một số lực lượng quân đội tham gia vào đám đông dân chúng, một số khác thì đứng trung lập.
Ngày 14 tháng 7 năm 1789, sau bốn giờ xung đột, quân nổi dậy chiếm được ngục Bastille. Mặc dù có lệnh ngừng chiến để tránh sự tàn sát lẫn nhau, vị quan giám ngục ở đó là Hầu tước Bernard de Launay và nhiều lính gác vẫn bị giết. Đám đông đem đầu quan giám ngục cắm cọc mang đi diễu hành quanh thành phố. Tuy những người Paris chỉ giải thoát cho bảy tù nhân - gồm bốn kẻ lừa đảo, hai công tử quý tộc bị giam do đạo đức xấu, và một nghi phạm giết người - nhưng Bastille vẫn được coi là một biểu tượng hùng hồn của tất cả những gì bị căm ghét của "chế độ cũ".

## Phá hủy

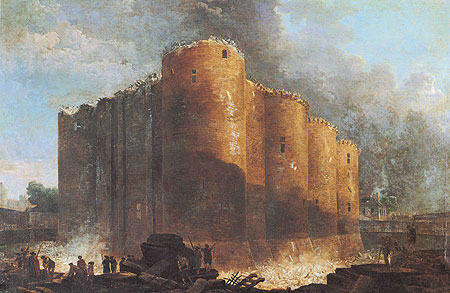
Phá hủy Bastille

Ngày 14 tháng 7 năm 1789, một nhà thầu tư là Pierre-François Palloy đã cho phá hủy nhà tù Bastille. Các mảnh đá được bán một phần để làm vật kỷ niệm hay đồ tín ngưỡng. Còn lại phần lớn được sử dụng để xây cầu Concorde. Hầu tước La Fayette đã gửi một trong những chiếc chìa khóa của Bastille cho Tổng thống Hoa Kỳ đầu tiên George Washington, như một biểu tượng của Cách mạng Pháp. Ngày nay, chiếc chìa khóa này được trưng bày ở Mount Vernon, ngôi nhà của George Washington được làm thành bảo tàng.

## Những tù nhân nổi tiếng
Từng có rất nhiều nhân vật nổi tiếng bị giam giữ ở nhà tù Bastille. Trong số đó có thể kể tới:
- Joseph Balsamo
- Nicolas Fouquet
- John Vanbrugh
- Voltaire
- Người đàn ông mang mặt nạ sắt